# Bavia albolineata
Bavia albolineata es una especie de Arachnida del género Bavia, de la familia Salticidae (arañas saltadoras), del orden Araneae.

## Distribución
Bavia albolineata se distribuye por Madagascar.

## Taxonomía
Fue descrita científicamente por George Williams Peckham y su esposa E. G. Peckham en 1885. Se sabe poco sobre la especie para confirmar su ubicación en la tribu Baviini de las arañas saltarinas. B. albolineata tiene un palpo que es creíblemente baviino, pero su ubicación en Madagascar y los quelíceros divergentes sugieren que no es baviino.
Tratamiento taxonómico
La especie aparece registrada y publicada en Proceedings of the Natural History Society of Wisconsin, entre las páginas 23 y 42, ilustración número 1. (1885).